# نادي الوحدات
نادي الوحدات الرياضي هو نادٍ رياضيّ، ثقافيّ، اجتماعيّ أردني أُسس في تاريخ 10 مارس عام 1956، ويقع مقر النادي في العاصمة الأردنية عمان (مدينة) ويلقبه الجمهور بالمارد الأخضر، في البداية كان يتبع النادي لوكالة غوث وتشغيل اللاجئين الفلسطينيين الأونروا ثم أصبح النادي يتبع وزارة الرياضة والشباب الأردنية 
التحق النادي بعضوية الاتحادات الرياضية الأردنية منذ عام 1966 وتم تصنيف فريقه لكرة القدم ضمن دوري الدرجة الثانية عام 1968 صعد إلى مصاف دوري الدرجة الأولى (الممتاز حاليا) في عام 1975. عُرف النادي في البداية باسم مركز شباب الوحدات.
حصل على بطولة الدوري الأردني لكرة القدم 17 مرة كان آخرها عام 2020/2021 م وكأس الأردن لكرة القدم 10 مرات وحصل على كأس الكؤوس الأردنية 13 مرات آخرها عام 2018 كما وحصل على درع الاتحاد الأردني 10 مرات آخرها عام 2020 وحصل على بطولة الوحدات العربية 3 مرات عام 1987 و2001 و2003 وبطولة شباب الأردن الكروية مرة واحدة عام 2009 ودورة أريحا الشتوية مرتين عام 1998 و1999 وبطولة الرمثا مرة واحدة عام 1993. يمارس النادي -بالإضافة لكرة القدم- لعبة كرة الطائرة.

## التاريخ
شارك فريق الوحدات في عدد من الدورات الكروية التي تم تنظيمها في أكثر من بلد شقيق. في عام 1983 كانت المشاركة الأولى في دورة عربية خارج الحدود. حيث لعب في دورة محمد علي عقيد بمدينة صفاقس التونسية، إلى جانب كل من النادي الرياضي الصفاقسي (منظم الدورة) والمغرب الفاسي وشبيبة القيروان.
وفي عام 1985 شارك الوحدات في دورة ميلاد قائد البلاد التي نظمها الفيصلي ولعب أيضا فيها الكرامة السوري والنجمة اللبناني. وفي عام 1993 لعب الوحدات في دورة الرمثا العربية الثانية، إلى جانب كل من أندية الرمثا، غزة الرياضي الفلسطيني، الوكرة القطري، الوحدة السوري، منتخب الشباب العراقي وقد أحرز الوحدات كأس هذه الدورة بأربعة انتصارات، ودون هزيمة أو تعادل. واشترك الوحدات ثلاث مرات متتالية في دورة أريحا الشتوية أعوام 1998 و1999 و2000 وأحرز لقب البطولة عامي 1998 و1999 في عام 1999 اشترك الوحدات في دورة البقاع العربية الثانية بمدينة الخيارة حيث لعب أمام ثلاثة أندية لبنانية وهي النجمة وتضامن صور والأنصار.
وفي العام ذاته 1999 اشترك الوحدات في دورة مهرجان الباسل في سوريا ولعب أمام الكرامة وتشرين وفي عام 2001 لعب الوحدات في بطولة القدس الكروية الثالثة ببغداد أمام فرق الكرامة السوري وحيفا الفلسطيني منظم البطولة والقوة الجوية العراقي وفي عام 2014 لعب الوحدات في بطولة الظفرة الكروية الثالثة في دولة الإمارات أمام فرق الرفاع البحريني والظفرة الإماراتي منظم البطولة وحل الفريق بالمركز الثاني خلف الرفاع البحريني.

## التشكيلة الحالية
ملاحظة: تشير الأعلام إلى المنتخب بحسب قواعد الأهلية المعتمدة من قبل الفيفا؛ تنطبق بعض الاستثناءات المحدودة. وقد يحمل اللاعبون أكثر من جنسية لا تعترف بها الفيفا.
| الرقم | البلد       | المركز | اللاعب                   |
| ----- | ----------- | ------ | ------------------------ |
| 22    | الأردن      | حارس   | أحمد عرباش               |
| 7     | الأردن      |        | احمد ثائر                |
| 5     | دولة فلسطين |        | وجدي النبهان             |
| 6     | الأردن      |        | شوقي القزعه              |
| 15    | الأردن      |        | عرفات الحاج              |
| 9     | موريتانيا   |        | مامادو نياس              |
| 10    | الأردن      | وسط    | صالح راتب (نائب الكابتن) |
| 11    | الأردن      |        | محمد موالي               |
| 12    | الأردن      |        | دانيال عفانه             |

| الرقم | البلد  | المركز | اللاعب            |
| ----- | ------ | ------ | ----------------- |
| 13    | الأردن | وسط    | أنس العوضات       |
| 16    | الأردن |        | مصطفى كمال كزعر   |
| 17    | الأردن | وسط    | محمود شوكت        |
| 25    | الأردن |        | فراس شلبايه       |
| 8     | الأردن | وسط    | عامر ابو جاموس    |
| 7     | مصر    |        | مصطفى معوض        |
| 1     | الأردن | حارس   | عبد الله الفاخوري |
| 7     | الأردن | حارس   | ربيع عز الدين     |
| 20    | الأردن | مهاجم  | محمدابو رزق بوغبا |

## لاعبون سابقون
ملاحظة: تشير الأعلام إلى المنتخب بحسب قواعد الأهلية المعتمدة من قبل الفيفا؛ تنطبق بعض الاستثناءات المحدودة. وقد يحمل اللاعبون أكثر من جنسية لا تعترف بها الفيفا.
| الرقم | البلد  | المركز | اللاعب           |
| ----- | ------ | ------ | ---------------- |
|       | الأردن | وسط    | رأفت علي         |
|       | الأردن | حارس   | باسم تيم         |
|       | الأردن | مدافع  | يوسف العموري     |
|       | الأردن | مدافع  | فيصل إبراهيم     |
|       | الأردن | مدافع  | هيثم سمرين       |
|       | الأردن | وسط    | عبد الله أبو زمع |
|       | الأردن | وسط    | إبراهيم سعدية    |
|       | الأردن | وسط    | جمال محمود       |
|       | الأردن | مهاجم  | سفيان عبد الله   |

| الرقم | البلد       | المركز | اللاعب          |
| ----- | ----------- | ------ | --------------- |
|       | الأردن      | مهاجم  | عوض راغب        |
|       | دولة فلسطين | وسط    | يوسف مزيان      |
|       | دولة فلسطين | مهاجم  | زياد الكرد      |
|       | دولة فلسطين | مهاجم  | أحمد كشكش       |
|       | دولة فلسطين | مهاجم  | فهد العتال      |
|       | دولة فلسطين | مهاجم  | فادي لافي       |
|       | سوريا       | مدافع  | بلال عبد الدايم |
|       | الأردن      | مدافع  | علي جمعة        |

## المدربون
| الاسم          | الجنسية                                 | السنوات   |
| -------------- | --------------------------------------- | --------- |
| فتحي كشك       | مصر                                     | 1976–1979 |
| عزت حمزة       | الأردن                                  | 1979–1980 |
| عثمان القريني  | الأردن                                  | 1980–1981 |
| فتحي كشك       | مصر                                     | 1981–1982 |
| فوجو جارداسيفك | جمهورية يوغوسلافيا الاشتراكية الاتحادية | 1983–1985 |
| مظهر السعيد    | الأردن                                  | 1985–1986 |
| فوجو جارداسيفك | جمهورية يوغوسلافيا الاشتراكية الاتحادية | 1986–1987 |
| محمد مصطفى     | الأردن                                  | 1987–1988 |
| عزت حمزة       | الأردن                                  | 1988–1989 |
| واثق ناجي      | العراق                                  | 1989–1991 |
| محمد مصطفى     | الأردن                                  | 1991–1992 |
| محمد ثامر      | العراق                                  | 1992–1993 |
| نزار أشرف      | العراق                                  | 1993–1994 |
| يوفي           | صربيا والجبل الأسود                     | 1994–1995 |
| كاظم خلف       | العراق                                  | 1995–1996 |
| واثق ناجي      | العراق                                  | 1996      |
| علي كاظم       | العراق                                  | 1996      |
| كاظم خلف       | العراق                                  | 1996–1997 |
| أنور جسام      | سوريا                                   | 1997      |
| محمد مصطفى     | الأردن                                  | 1997      |
| بدر الخطيب     | الأردن                                  | 1997–1998 |
| أنور جاسم      | العراق                                  | 1998      |
| حسن فرحان      | العراق                                  | 1998–1999 |
| عزت حمزة       | الأردن                                  | 1999–2000 |
| كاظم خلف       | العراق                                  | 2000      |
| نزار أشرف      | العراق                                  | 2000–2001 |
| محمد مصطفى     | الأردن                                  | 2001      |
| دروفكو         | صربيا والجبل الأسود                     | 2001      |

| الاسم                | الجنسية             | السنوات   |
| -------------------- | ------------------- | --------- |
| ميروسلاف ماكسيموفيتش | صربيا والجبل الأسود | 2001–2002 |
| عامر جميل            | العراق              | 2002      |
| هشام عبد المنعم      | الأردن              | 2002      |
| نادر زعتر            | الأردن              | 2002      |
| عيسى الترك           | الأردن              | 2002–2003 |
| نادر زعتر            | الأردن              | 2003–2004 |
| محمد عمر             | مصر                 | 2004–2005 |
| لوكاس                | المجر               | 2005      |
| عادل يوسف            | العراق              | 2005–2006 |
| ثائر جسام            | العراق              | 2006–2007 |
| محمد عمر             | مصر                 | 2007      |
| اكرم سلمان           | العراق              | 2008–2009 |
| جمال محمود           | الأردن              | 2009      |
| عمر مزيان            | تونس                | 2009      |
| ثائر جسام            | العراق              | 2009–2010 |
| دراغان تالاييتش      | كرواتيا             | 2010–2011 |
| محمد قويض            | سوريا               | 2011–2012 |
| هشام عبدالمنعم       | الأردن              | 2012      |
| برانكو سميليانيتش    | صربيا               | 2012      |
| محمد عمر             | مصر                 | 2012–2013 |
| عبدالله أبو زمع      | الأردن              | 2013–2015 |
| عماد خانكان          | سوريا               | 2015      |
| أكرم أحمد سلمان      | العراق              | 2015      |
| رائد عساف            | الأردن              | 2016      |
| عدنان حمد            | العراق              | 2016–2017 |
| جمال محمود           | الأردن              | 2017–2018 |
| قيس اليعقوبي         | تونس                | 2018–2019 |
| عبدالله أبو زمع      | الأردن              | 2019-2021 |
| جورفان فييرا         |                     | 2022-2022 |
| رأفت علي             | الأردن              | 2022-2022 |
| رائد عساف            | الأردن              | 2022      |
| ديدييه غوميز دا روزا | فرنسا               | 2022      |
| داركو نيستروفيتش     | البوسنة والهرسك     | 2023      |
| رشيد جابر            | سلطنة عمان          | 2023      |
| أمجد أبو طعيمة       | الأردن              | 2024-     |

## الألقاب والإنجازات
الدوري الأردني لكرة القدم
- البطل (17): 1980، 1987، 1991، 1994، 1995، 1996، 1997، 2005، 2007، 2008، 2009، 2011، 2014، 2015، 2016، 2018، 2020.[5]
- الوصيف ():

كأس الأردن لكرة القدم
- البطل (12): 1982، 1985، 1989، 1996، 1997، 2000، 2009، 2010، 2011، 2014، 2023.[5]
- الوصيف (3):

كأس السوبر الأردنية (كأس الكؤوس)
- البطل (15): 1989، 1992، 1997، 1998، 2000، 2001، 2005، 2008، 2009، 2010، 2011، 2014، 2018، 2021، 2023. [6]
- الوصيف ():

درع الاتحاد الأردني
- البطل (10): 1982، 1983، 1988، 1995، 2002، 2004، 2008، 2010، 2017، 2020.[5]
- الوصيف ():

بطولة الوحدات العربية
- البطل (3): 1987، 2001، 2003.[5]

دور مجموعات دوري أبطال آسيا
- المركز الثالث (1): 2021.[5]

بطولة القدس والكرامة
- البطل (1): 2022.[5]

بطولة أريحا الشتوية
- البطل (2): 1998، 1999.[5]

بطولة الاستقلال العربية
- البطل (1): 2008.[7] (تغلب على نادي عفرين السوري بركلات الجزاء 4-2، بعد انتهاء الوقت الأصلي بالتعادل السلبي).[7]

بطولة الرمثا العربية
- البطل (1): 1993.[5]

بطولة شباب الأردن الدولية
- البطل (1): 2009.[5]

بطولة الأردن التنشيطية
- البطل (1): 2008. (فاز على شباب الأردن في المباراة النهائية).[8]

## تصنيفات الاتحاد الدولي لتاريخ وإحصاءات كرة القدم
| الترتيب | الفريق          | النقاط |
| ------- | --------------- | ------ |
| 552     | نادي إيست بنغال | 1423   |
| 553     | نادي بوهيميان   | 1423   |
| 554     | نادي الوحدات    | 1422   |
| 555     | نادي غواراني    | 1422   |
| 556     | Guaireña FC     | 1422   |

| الترتيب. | الفريق           | النقاط |
| -------- | ---------------- | ------ |
| 39       | نادي الجيش       | 1427   |
| 40       | نادي إيست بنغال  | 1423   |
| 41       | نادي الوحدات     | 1422   |
| 42       | نادي طوكيو       | 1420   |
| 43       | نادي موهون باغان | 1417   |

| الترتيب. | الفريق                | النقاط |
| -------- | --------------------- | ------ |
| 1        | النادي الفيصلي        | 1422   |
| 2        | نادي الوحدات (الأردن) | 1346   |
| 3        | نادي الجزيرة (الأردن) | 1331   |
| 4        | نادي الرمثا           | 1311   |
| 5        | نادي السلط            | 1289   |

## اللجان العاملة
تعمل عِدة لجان متفرعة عن مجلس إدارة النادي من خلال هيكلة نشاطاتها وبرمجتها على مدار العام، ومن هذه اللجان اللجنة الثقافية والاجتماعية ولجنة العلاقات العامة ولجنة الفتيان الأيتام، وكلها ترتبط بمبدأ خدمة البيئة المحلية ورسم صورة العلاقة بين نادي الوحدات والأندية الأخرى، وهي علاقات تقوم على أسس متينة من الاحترام المتبادل ويجدر بالإشارة هنا إلى أن لجنة الفتيان الأيتام تقوم برعاية 100 من أطفال مخيم الوحدات.

## مباراة الديربي
ديربي الكرة الأردنية، (كذلك يعرف ب قطبي الكرة الأردنية ويعرف أيضا ب لقاء الغريمين)، هي أشهر مباراة كرة قدم في المملكة الأردنية الهاشمية، والتي تجمع بين فريقي نادي الوحدات وغريمه التقليدي نادي الفيصلي. يتسم هذا اللقاء بنوع من الجدية والحماس بحكم أن كلا الناديين من أنجح وأشهر الأندية في الأردن فكل فريق يمتلك قاعدة جماهيرية كبيرة. وتلقى هذه المباريات اهتماما كبيرا بين الأوساط الرياضية على المستوى العربي لما تحمله من حساسيات وتاريخ عريق بين الفريقين، فيما يلي تاريخ اللقاءات منذ عام 1976:
الجدول الآتي يوضح تاريخ المباريات بين الغريمين منذ بدايتها حتى آخر ديربي جمعهما في 21 ايلول 2024 في منافسات الدوري الأردني للمحترفين والذي انتهى بتعادل الفريقين بنتيجة 1 - 1.
| المسابقات           | المواجهات | الفوز   | الفوز   | التعادل | الأهداف | الأهداف |
| المسابقات           | المواجهات | الوحدات | الفيصلي | التعادل | الوحدات | الفيصلي |
| ------------------- | --------- | ------- | ------- | ------- | ------- | ------- |
| الدوري الأردني      | 94        | 36      | 31      | 27      | 92      | 82      |
| كأس الأردن          | 25        | 7       | 10      | 8       | 29      | 32      |
| درع الاتحاد الأردني | 20        | 6       | 11      | 3       | 15      | 19      |
| كأس السوبر الأردني  | 14        | 7       | 5       | 2       | 16      | 14      |
| كأس الاتحاد الآسيوي | 4         | 0       | 2       | 2       | 3       | 5       |
| الإجمالي            | 157       | 56      | 59      | 42      | 155     | 154     |

## الدور الرائد في دعم التضامن العربي
كان نادي الوحدات رائدًا في المناداة إلى وحدة الرياضيين العرب عمل طويلا وضحّى في سبيل تحقيق هذا المبدأ، الذي آمن به وسعى إليه لقد جنّد الوحداتيون كل إمكاناتهم واستنفروا كامل قدراتهم.. تطلعوا إلى ما هو أبعد من لحظة فوز، واتجهوا بأمانيهم صوب انتصار أكبر، يجمع الأشقاء ضمن مفاهيم أكثر اتساعا من مساحة الملعب. إن لنادي الوحدات أهدافا قومية نبيلة يترجمها بصدق على أرض الواقع.
مشاركة وحداتية في دورات عربية
من منطلق حرصه على المساهمة في إنجاح محاولات الأشقاء الحثيثة لجمع كلمة الشباب العربي في الملاعب.. شارك فريق الوحدات في عدد من الدورات الكروية التي تم تنظيمها في أكثر من بلد شقيق.. حتى لو اضطر في غالب المرات أن يلعب بدون نجومه في المنتخب.
في عام 1983 كانت المشاركة الوحداتية الأولى في دورة عربية خارج الحدود.. حيث لعب في دورة محمد علي عقيد بمدينة صفاقس التونسية، إلى جانب كل من النادي الرياضي الصفاقسي (منظم الدورة والمغرب الفاسي وشبيبة القيروان، وفي عام 1985 شارك الوحدات في دورة ميلاد قائد البلاد التي نظمها الفيصلي ولعب أيضا فيها الكرامة السوري والنجمة اللبناني، وفي عام 1993 لعب الوحدات في دورة الرمثا العربية الثانية، إلى جانب كل من أندية الرمثا، غزة الرياضي الفلسطيني، الوكرة القطري، الوحدة السوري، منتخب الشباب العراقي وقد أحرز الوحدات كأس هذه الدورة بأربعة انتصارات، ودون هزيمة أو تعادل.
اشترك الوحدات ثلاث مرات متتالية في دورة أريحا الشتوية أعوام 1998 و1999 و2000 وأحرز لقب البطولة عامي 1998 و1999، في عام 1999 اشترك الوحدات في دورة البقاع العربية الثانية بمدينة الخيارة حيث لعب أمام ثلاثة أندية لبنانية النجمة وتضامن صور والأنصار، وفي العام ذاته 1999 اشترك الوحدات في دورة مهرجان المحبة باللاذقية مهرجان الباسل ولعب أمام الكرامة وتشرين، وأخيرا وفي عام 2001 لعب الوحدات في بطولة القدس الكروية الثالثة ببغداد أمام فرق الكرامة السوري وحيفا الفلسطيني منظم البطولة والقوة الجوية العراقي.

## أهم اللقاءات الودية
يعتبر الوحدات من أكثر الفرق الأردنية حرصا على الاحتكاك الودي مع الفرق المعروفة في البلدان الشقيقة والصديقة حيث سبق له وأن استضاف عدة فرق عربية شهيرة، كالأهلي والزمالك والترسانة والاتحاد والإسماعيلي من مصر النجمة والرياضة والأدب والأنصار من لبنان والقوة الجوية وصلاح الدين والزوراء والجيش والشباب والرشيد من العراق الوحدة والمجد والشرطة والكرامة والحرية وجبلة وحطين من سوريا وشباب الخليل والهلال المقدسي ونادي جنين الرياضي ومركز شباب جنين وسلوان وأهلي الخليل وهلال أريحا وغزة الرياضي واتحاد الشجاعية وشباب خان يونس وخدمات رفح من فلسطين ومنتخب الحرس الملكي السعودي والوكرة والسد من قطر نادي الكويت نادي الوصل الإماراتي النادي الصفاقسي تونس نادي أهلي صنعاء اليمن، وهذه بعض المباريات الودية الهامة:
- عام 1982 لعب الوحدات مع المنتخب النرويجي الوطني وخسر 4-0
- عام 1983 خاض مباراة أمام نادي أبو لون بطل كأس قبرص في عمان وفاز عليه 2-0 وخاض أيضا في نفس العام مباراة أمام نادي أوفنباخ الألماني وفاز عليه 2-1
- عام 1984 فاز على منتخب جمهورية الجبل الأسود اليوغسلافي 1-0 في عمان.

## زيارة فلسطين
يعتبر فريق نادي الوحدات لكرة القدم هو أول فريق أردني يجتاز الحدود المصطنعة بين الأهل، فيزور أراضي السلطة الوطنية الفلسطينية ويلعب مع أنديتها تجسيداً للوحدة المصيرية التي تجمع أبناء الشعب الواحد على ضفتي نهر الأردن، وقد قام نادي الوحدات بزيارة فلسطين خمس مرات على النحو التالي.
- الأولى عام 1995 حيث لعب الفريق الوحداتي ست مباريات ودية في كل من الخليل وأريحا والقدس وغزة ونابلس.
- الثانية عام 1998 حيث اشترك الوحدات في بطولة أريحا الشتوية الخامسة لكرة القدم وأحرز كأسها إضافة إلى أدائه مباراة ودية في قلقيلية وأخرى تكريمية في غزة.
- الثالثة كانت في عام 1999 للمشاركة في بطولة أريحا الشتوية السادسة لكرة القدم حيث أحرز كأسها للمرة الثانية واحتفظ بلقبها إضافة إلى مباراتين وديتين في كل من القدس وجنين.
- الرابعة عام 2000 (مرتين) حيث لعب في دورة أريحا الشتوية السابعة، ثم شارك في لقاءين احتفاليين في أريحا وغزة.
- الخامسة كانت أيضا في عام 2000 للقاء فريق اتحاد الشجاعية في غزة بتصفيات الأندية الآسيوية.
- السادسة كانت في عام 2022 للمشاركة في بطولة القدس والكرامة الودية

## دورة الوحدات العربية
انبثقت فكرة دورة الوحدات العربية لكرة القدم خلال استقبال الأمير الحسن بن طلال إدارة ولاعبي فريق الوحدات يوم الثلاثاء 18/11/1982 لتكريمهم في الديوان الملكي بمناسبة فوزهم ببطولة كأس الأردن وقد تفضّل الأمير الحسن بالموافقة على رعايته للدورة سنويا وقد أقيمت الدورة سبع مرات كانت نتائجها وتواريخها على النحو التالي:
- النسخة الأولى: عام 1983 حقق البطولة نادي صلاح الدين العراقي
- النسخة الثانية: عام 1984، حقق البطولة نادي الطيران العراقي
- النسخة الثالثة: عام 1985، حقق البطولة المنتخب العراقي للشباب
- النسخة الرابعة: عام 1987، حقق البطولة نادي الوحدات الأردني
- النسخة الخامسة: عام 1990، حقق البطولة المنتخب العراقي للشباب
- النسخة السادسة: عام 2001، حقق البطولة نادي الوحدات الأردني
- النسخة السابعة: عام 2003، حقق البطولة نادي الوحدات الأردني

وتوقفت بعد ذلك مؤقتا بسبب التزام الوحدات باللقاءات الرسمية محليا وعربيا وآسيوياً ويذكر أن الوحدات يتحمّل كامل النفقات المترتبة على استضافته للفرق الشقيقة التي تشارك في الدورة، وكان من أبرزها منتخب فلسطين ونادي الهلال المقدسي وفريق القدس فلسطين والنادي الرياضي الصفاقسي (تونس) ونادي الكويت الرياضي والنادي العربي (الكويت) ونادي الاتحاد السكندري والنادي الإسماعيلي (مصر) ونادي صلاح الدين ونادي الطيران ونادي الطلبة ومنتخب الشباب (العراق) ونادي المغرب الفاسي ونادي الأنصار ونادي الرياضة والأدب (لبنان) نادي الكرامة ونادي حطين ونادي الوحدة (سوريا).

## أبرز إنجازات النادي بالألعاب الأخرى

### البطولات المحلية
- الدوري الأردني لكرة الطائرة:

 البطل (17): 1974، 1978، 1980، 1982، 1985، 1991، 1994، 1997، 1998، 2000، 2001، 2003، 2007، 2008، 2018، 2022
 الوصيف ():
- كأس الأردن لكرة الطائرة:

 البطل (5): 1982، 1985، 1989، 2021، 2022
 الوصيف ():
- كأس السوبر:

 البطل (7): 2004، 2005، 2009، 2010، 2012، 2016، 2022
 الوصيف ():

## وصلات خارجية
- الموقع الرسمي لنادي الوحدات
- الوحدات.نت